# Roncopascolo
Roncopascolo è una frazione del comune di Parma, appartenente al quartiere Golese.
La località è situata 6,43 km a nord-ovest del centro della città.

## Geografia fisica
La frazione in posizione pianeggiante alla quota di 43 m s.l.m., tra le campagne a nord-ovest di Parma; la località è attraversata dal cavo Lama, affluente del canale Galasso.

## Origini del nome
Il nome della località ha origine incerta; secondo alcune ipotesi potrebbe derivare dal verbo "roncare", in riferimento ai disboscamenti effettuati in epoca remota per ricavare terra utile al pascolo del bestiame; secondo altre si riferirebbe direttamente alla roncola e alla famiglia dei Pasculi, che vi abitò in età medievale.

## Storia
Il territorio risultava abitato già nell'età del bronzo media e recente; risalgono infatti al periodo compreso tra la fine del XV e il XII secolo a.C. i resti della terramara detta Cornocchio o Baganzola, rinvenuti tra Roncopascolo e Fognano già nel XIX secolo e successivamente riportati alla luce tra il 1980 e il 1982.
Nel VI secolo a.C., in piena età del ferro, a Roncopascolo si sviluppò un piccolo insediamento, di cui sopravvivono le tracce di una capanna e di due fosse di scarico, oltre a vari oggetti, tra cui buccheri, vasi e ceramiche.
Nel 962, secondo un atto di dubbia autenticità, l'imperatore del Sacro Romano Impero Ottone I di Sassonia riconobbe al vescovo di Parma Oberto l'autorità, oltre che sulla città, anche su 3 miglia di contado intorno a essa, comprendenti tra le altre la zona di Roncopascolo, compresa tra Eia e Baganzola.
Il borgo di Ronculo fu citato per la prima volta il 3 gennaio 969, in un testamento. L'abitato fu menzionato anche il 22 giugno 1100, in un rogito.
Entro il XII secolo a Bianconese a Mane fu edificata una cappella, citata per la prima volta in un atto notarile del 1184; il luogo di culto, distrutto da un'alluvione del fiume Taro, fu ricostruito a Roncopascolo nel secolo successivo.
Nel 1266 il Comune di Parma, constatando la mancanza di difese in alcune località poste nei dintorni della città, tra cui Roncopascolo, ordinò ai loro abitanti di erigere nelle vicinanze delle rispettive chiese le necessarie strutture fortificate.
Nel 1448 gli uomini del marchese di Ferrara Leonello d'Este saccheggiarono i borghi di Fognano, Roncopascolo e Gainago.
In epoca napoleonica, per effetto del decreto Nardon del 1806, la località divenne frazione del nuovo comune (o mairie) di Golese, soppresso e annesso nel 1943 al comune di Parma.
Agli inizi del XXI secolo, grazie alla sua posizione tranquilla e alla vicinanza con la città, il centro abitato si estese notevolmente.

## Monumenti e luoghi d'interesse

### Chiesa di San Pietro Apostolo

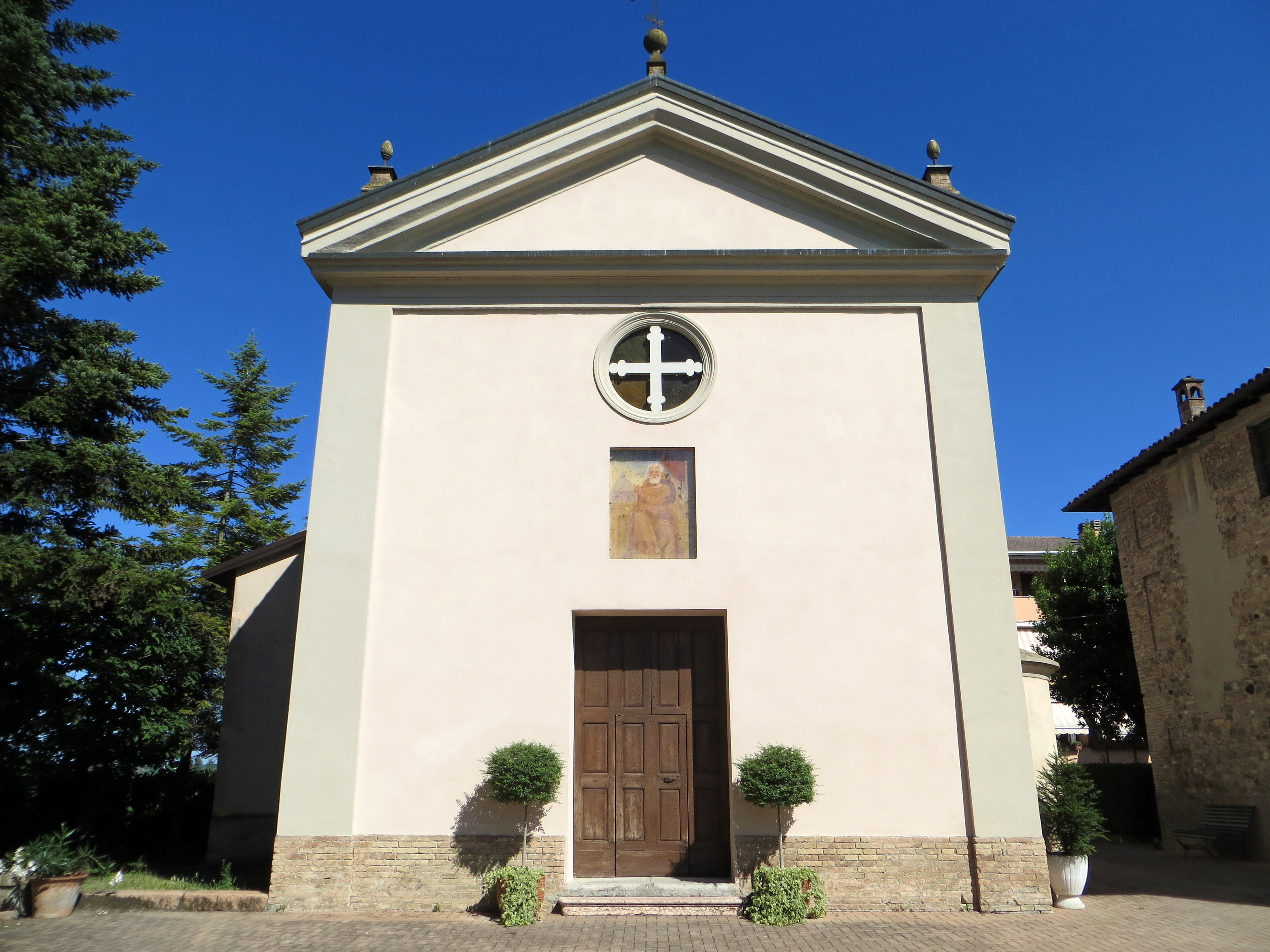
Chiesa di San Pietro Apostolo

Menzionata per la prima volta nel 1184, la cappella originaria di Bianconese a Mane, distrutta da una piena del fiume Taro, fu ricostruita entro il 1299 a Roncopascolo; ristrutturata in forme neoclassiche tra il 1820 e il 1830 circa e restaurata nel 1882, la nuova chiesa fu solennemente consacrata nel 1887; modificata nel campanile nel 1890, fu ampliata intorno al 1960 con la costruzione di una cappella a lato del presbiterio; consolidata tra il 1990 e il 1991, fu restaurata nel 2017. Il luogo di culto, affiancato da due cappelle per lato, è internamente decorato con lesene e dipinti sulle pareti e sulle volte.

### Villa Pasetti
Costruita nella prima metà del XIX secolo per volere del conte Antonio Boselli, la villa, arricchita di un oratorio nel 1838, passò in seguito al figlio Raffaele, che morì nel 1913; alienata due anni dopo a Pietro Pasetti, fu utilizzata nel 1917 per ospitare i reduci dalla battaglia di Caporetto, che a causa del peso sfondarono il pavimento del salone, successivamente rifatto. L'ampio edificio, sviluppato su una pianta a C, si eleva su due livelli principali fuori terra, oltre all'alto seminterrato; la simmetrica facciata dell'ala est è preceduta da una lunga scalinata a rampe contrapposte, che conduce al portale d'ingresso ad arco a tutto sesto del piano rialzato; all'interno si accede alle varie sale decorate in stile ottocentesco, coperte da volte o soffitti piani; sul retro, nell'ala nord-ovest si trova l'ex oratorio di San Girolamo, con presbiterio absidato; il parco all'inglese è preceduto da un viale rettilineo, affiancato da due filari di piante.